# Anjum Singh
Anjum Singh (Nova Delhi, 1967 - 17 de novembre de 2020) va ser una artista índia les obres de la qual es van centrar en l'ecologia urbana i la degradació del medi ambient. Va néixer a la capital de l'Índia, i va continuar vivint i treballant allí. Singh era la filla dels artistes Arpita Singh i Paramjit Singh.

## Vida personal
Singh va néixer dels artistes Arpita Singh i Paramjit Singh a Nova Delhi el 1967. Es va graduar amb una llicenciatura en belles arts en Kala Bhavana, a Shantiniketan, i va ser influenciada per la pintora hongaresa-índia Amrita Sher-Gil. Va rebre el seu màster en belles arts del Col·legi d'Art de la Universitat de Delhi el 1991. Va estudiar pintura i gravat a Corcoran School of the Arts and Design a Washington DC entre 1992 i 1994.
Singh va morir el 17 de novembre de 2020 a Nova Delhi, després d'una llarga batalla contra el càncer, a l'edat de 53 anys.

## Carrera
Singh va assenyalar a l'artista hongarès-índia Amrita Sher-Gil com una de les seves primeres influències artístiques amb les seves primeres obres centrades en motius figuratius. Les seves obres van evolucionar més tard per a mostrar l'ecologia urbana i la degradació del medi ambient. Es van exhibir en exposicions individuals a l'Índia, Singapur i els Estats Units, i les seves exposicions col·lectives es van presentar a Melbourne (Austràlia), El Caire (Egipte) i Londres (Regne Unit), a més d'altres ciutats de l'Índia. En una ressenya del seu debut en solitari a Nova York en 2002, The New York Times esmenta: "Amb les seves formes lúcides i colors apetitosos, les sis pintures del debut en solitari d'Anjum Singh a Nova York causen una primera impressió immediatament acollidora, encara que solen mantenir els seus significats en secret".
La seva última exposició en 2019, titulada "I am still here" (Encara sóc aquí), va ser autobiogràfica amb la seva representació del seu propi cos i la seva lluita contra el càncer. En una ressenya titulada Agony and Ecstasy of Anjum Singh (Agonia i èxtasi d'Anjum Singh), el diari The Hindu va esmentar, "És una de les exposicions més aviat dotades de la temporada, presentant dramàtiques vistes de pintures individuals i convincents agrupacions d'obres sobre paper". Cal assenyalar que les seves íntimes i sensibles representacions autobiogràfiques es deriven de la seva pròpia malaltia i de la seva lluita contra el càncer.
Alguns dels seus famosos treballs inclouen Bleed Bled Blood Red (2015), Heart (Machine) (2016), i Blackness (2016).